# Simulium maximum
Simulium maximum är en tvåvingeart som först beskrevs av Knoz 1961.  Simulium maximum ingår i släktet Simulium och familjen knott. Inga underarter finns listade i Catalogue of Life.